# Chromis limbaughi
La castañeta mexicana (Chromis limbaughi) es una especie de pez de la familia Pomacentridae en el orden de los Perciformes, endémico del Pacífico Oriental.

## Clasificación y descripción
Es un pez de la familia Pomacentridae del orden Perciformes. Tiene un cuerpo ovalado y alto. Presentan una coloración muy llamativa: la cabeza y parte anterior del cuerpo de los adultos es azul con líneas neón en el rostro y costados de coloración variable de azul violeta a amarillo pálido, mientras que los juveniles tienen líneas más llamativas sobre y debajo del ojo y los costados con coloración de azul a amarillo brillante. Este pez alcanza una talla máxima de 12 cm.  Es un pez diurno carnívoro; su dieta se compone principalmente de zooplancton, huevos de peces y crustáceos. Los machos pueden llegar alcanzar los 10 cm de longitud total.

## Distribución
Es una especie endémica del Pacífico Oriental: se distribuye desde el sur de Baja California y Golfo de California hasta las Islas Revillagigedo.

## Ambiente
La castañeta mexicana es un pez marino que se encuentra asociado a arrecifes rocosos profundos, siendo más abundante entre los 20 y 40 m. Muestra preferencia por hábitats rocosos de pared, acantilados, bloques y bajos submarinos.

## Estado de conservación
Su población se considera estable. En México se encuentra enlistada en la Norma Oficial Mexicana 059 (NOM-059-SEMARNAT-2010) bajo la categoría Sujeta a Protección Especial (Pr). En la Lista Roja de la Unión Internacional para la Conservación de la Naturaleza (UICN) se encuentra considerada como una especie de Preocupación Menor (LC).